# Ветеринарска медицина
Ветеринарска медицина (лат. veterinarius) је грана медицине која се бави превенцијом, дијагностиком и лијечењем болести, поремећаја и повреда животиња. Обим ветеринарске медицине је широк, који покрива све животињске врсте, домаће и дивље, са широким спектром услова који могу утицати на различите врсте.
Ветеринарска медицина је веома распрострањена, и са и без стручног надзора. Професионалну његу најчешће предводе ветеринари, али и ветеринарски техничари.
Ветеринарска медицина помаже људском здрављу кроз праћење и контролисање зооноза (болести које се преносе са животиња на људе), безбједности хране и индиректно кроз вршење основних медицинских истраживања. Такође помажу при контролисању хране сточног поријекла, а и чувајући ментално здравље љубимаца. Ветеринари често сарађују са епидемиолозима, али и другим здравственим научницима и природњацима у зависности од посла. Етички, ветеринари су обично дужни да брину о добробити животиња.

## Историја
Египатски Папирус из Кахуна (1900. п. н. е.) и Ведска литература у античкој Индији (Шалихотра) су једни од првих писаних извора о ветеринарској медицини. Први будистички цар Индије едиктом Ашоке каже: „Краљ Пијадаси (Ашока) је омогућио двије врсте медицине, медицину за људи и медицину за животиње. Гдје нема љековитог биља за људе и животиње, наредио је да се купи и посади“.
Први покушаји да се организује и регулише праксу третирања животиња фокусирала се на коње због њиховог економског значаја. У средњем вијеку око 475. године, поткивачи су комбиновали свој посао са поткивањем са много ширим задатком „лијечења коња“. Лорд-мајор Лондона 1356. године забринут због лошег стања бриге о коњима у граду, свим поткивачима који раде у кругу од 7 mi (11 km) од града Лондона наредио да оснују удружење које би регулисали и унапређивало њихов рад. То је довело до оснивања Поштоване компаније поткивача 1674. године.
У међувремену, књига Карла Руинија „Анатомија коња“ је објављена 1598. године. То је била прва свеобухватна расправа о анатомији не-хумане врсте.

### Предмодерно доба
Археолошки докази, у виду лобање краве на којој је урађена трепанација, показују да су људи обављали ветеринарске процедуре у неолиту (3400–3000. п. н. е.).
Египатски папирус Кахуна (Дванаеста египатска династија) је први сачувани запис о ветеринарској медицини.
Шалихотра самхита, која датира из времена Ашоке, је рана индијска ветеринарска расправа. Ашокини едикти гласе: „Свуда је краљ Пијадаси (Ашока) ставио на располагање две врсте лекова (चिकितसा), медицину за људе и медицину за животиње. Тамо где није било лековитог биља за људе и животиње, наредио је да се купи и засади.“
Хипијатрика је византијска компилација хипијатрије, датована у пети или шести век нове ере.
Године 1356, лорд-градоначелник Лондона, забринут због лошег стандарда бриге о коњима у граду, затражио је да сви поткивачи који раде у кругу од 7 миља (11 km) од Града Лондона формирају „удружење“ за регулисање и унапређење своје праксе. Ово је на крају довело до оснивања Воршипфулске компаније поткивача 1674. године.
У међувремену, књига Карла Руинија Anatomia del Cavallo, (Анатомија коња) објављена је 1598. То је била прва свеобухватна расправа о анатомији једне нељудске врсте.

### Успостављање професије
Први ветеринарски колеџ је основан у Лиону 1762. године, а основао га је Клод Буржла. Према Луптону, после посматрања девастације говеда која су мучила француска стада, Буржла је посветио своје време тражећи лек. То је резултирало оснивањем ветеринарске школе у Лиону 1761. године, из које је слао ученике да се боре против болести; за кратко време је куга заустављена и здравље стоке обновљено, уз помоћ ветеринарске науке и уметности пољопривреди. Школа је одмах добила међународно признање у 18. веку и њен педагошки модел се ослањао на постојећа поља људске медицине, природне историје и упоредне анатомије.
Пољопривредно друштво Одихам је основано 1783. у Енглеској да би промовисало пољопривреду и индустрију, и играло је важну улогу у оснивању ветеринарске професије у Британији. Један од оснивача, Томас Берџес, почео је да се бави добробити животиња и води кампању за хуманији третман болесних животиња. На састанку друштва из 1785. одлучено је да се „промовише проучавање Фариерија на рационалним научним принципима“.
Лекар Џејмс Кларк написао је расправу под насловом Превенција болести у којој се залагао за професионализацију ветеринарске трговине и оснивање ветеринарских колеџа. Ово је коначно постигнуто 1790. године, кроз кампању Гранвила Пена, који је убедио Француза Беноа Вјал де Ст. Бела да прихвати место професора на новооснованом ветеринарском колеџу у Лондону. Краљевски колеџ ветеринарских хирурга основан је краљевском повељом 1844. Ветеринарска наука је постала пунолетна крајем 19. века, уз значајне доприносе сер Џона Мекфадијана, за којег многи сматрају да је био оснивач модерних ветеринарских истраживања.
У Сједињеним Државама прве школе су основане почетком 19. века у Бостону, Њујорку и Филаделфији. Године 1879, Пољопривредни колеџ у Ајови постао је први колеџ коме је дато земљиште за основање школе ветеринарске медицине.

## Ветеринарски радници

### Ветеринари
Ветеринарску заштиту обично предводи ветеринар. Ова улога је еквивалента љекару у хуманој медицини, а обично укључује постдипломске студије и квалификације.

### Ветеринарски техничар
Ветеринарски техничар је ветеринарски радник који има завршен IV степен ветеринарске школе и он помаже ветеринару у обављању стручно-техничких послова.